# Alma Mohora-Popovici
Alma Mohora-Popovici (n. 19 octombrie 1896, Sânnicolau Mare, județul Timiș – d. 16 iulie 1990, Cluj-Napoca) a fost prima femeie medic stomatolog din România. De asemenea, a fost prima femeie deținătoare a titlului de doctor în medicină.

## Biografie
A urmat cursurile Facultății de Medicină din cadrul Universității din Budapesta în perioada 1914-1918, continuând după Marea Unire la Universitatea din Cluj. A fost doctor în medicină din 1921 cu specializări la École française de stomatologie⁠(d) din Paris și St. Thomas Hospital Medical School⁠(d) din Londra (1927).
S-a căsătorit în 1921 cu doctorul Traian Popovici..

## Activitate
În perioada 1863-1926 a colaborat cu profesorul Gheorghe Bilașcu, întemeietorul Catedrei de Stomatologie la Universitatea de Medicină din Cluj.
Din 1920 a fost preparator voluntar, iar între 1921-1933 preparator bugetar și asistent universitar al Universității din Cluj.
Între anii 1933-1940 a lucrat ca medic specialist la Ambulatorul Policlinic din Cluj, iar în timpul celui de-al Doilea Război Mondial a fost medic primar stomatolog la Ambulatorul Policlinic din Sibiu, apoi medic primar la Dispensarul Policlinic din Clu| (1946-1950) și șef al Secției de Stomatologie a Policlinicii I din Cluj, până la pensionare, în 1957.
După pensionare, a instituit, condus și a lucrat benevol la Clinica de Chirurgie Maxilo-Facială, în Serviciul de Radiografii Dentare.
A publicat studii de specialitate în „Revista stomatologică” și „Clujul medical”. De asemenea, a fost una din membrii fondatori a Asociației medicilor stomatologi din România iar în Cluj-Napoca este o școală sanitară postliceală și o fundație care îî poartă numele.